# NGC 91
NGC 91は、アンドロメダ座の恒星である。見かけの等級は14等で、銀河NGC 90の南およそ2分に位置する。1866年にヘルマン・シュルツが発見した。

## 経緯
ニュージェネラルカタログには、「とても暗く、とても小さく、13等星が南西にみえる」と記述されている。しかし、この特徴はNGC 90と一致するもので、赤道座標も地球の歳差を補正すると、NGC 90の腕の辺りに来る。NGC 90との座標の差も、別の天体を指すものとはみえない。NGC 91は「ロス卿」ウィリアム・パーソンズの助手R・ミッチェルが発見し、ハインリヒ・ダレストも観測している、とされたが、彼らはいずれもNGC 90をNGC 91として観測していたものと考えられ、一方シュルツがNGC 90、NGC 93と共に観測した位置には恒星が実在し、これがNGC 91とみなされている。他に、ギヨーム・ビゴルダンもこの恒星を観測している。